# Stefania Tarenzi
Stefania Tarenzi, née le 29 février 1988 à Lodi, est une attaquante de Football féminin italien qui joue actuellement pour l'Inter Milan.

## Carrière internationale
Elle joue pour l'équipe nationale italienne senior. 
En 2019, elle fait partie des 23 joueuses retenues afin de participer à la Coupe du monde organisée en France.